# 白地群島
白地群島是俄羅斯的群島，屬於法蘭士約瑟夫地群島的一部分，由阿爾漢格爾斯克州負責管轄，島嶼包括葉瓦利夫島、阿德萊德島和弗雷登島。
81°38′N 63°06′E / 81.633°N 63.100°E

## 外部連結
- Fridtjof Nansen's early map（页面存档备份，存于）
- Islands （页面存档备份，存于）
- Eva Nansen